# Kazuo Shinohara
Kazuo Shinohara (篠原 一男, Shinohara Kazuo, 2 abril 1925; 15 juliol 2006) va ser un arquitecte japonès la influència del qual va acabar definint de manera informal el que ara es coneix com a "Escola Shinohara", que s'ha relacionat amb les obres de Toyo Ito, Kazunari Sakamoto i Itsuko Hasegawa, entre d'altres.

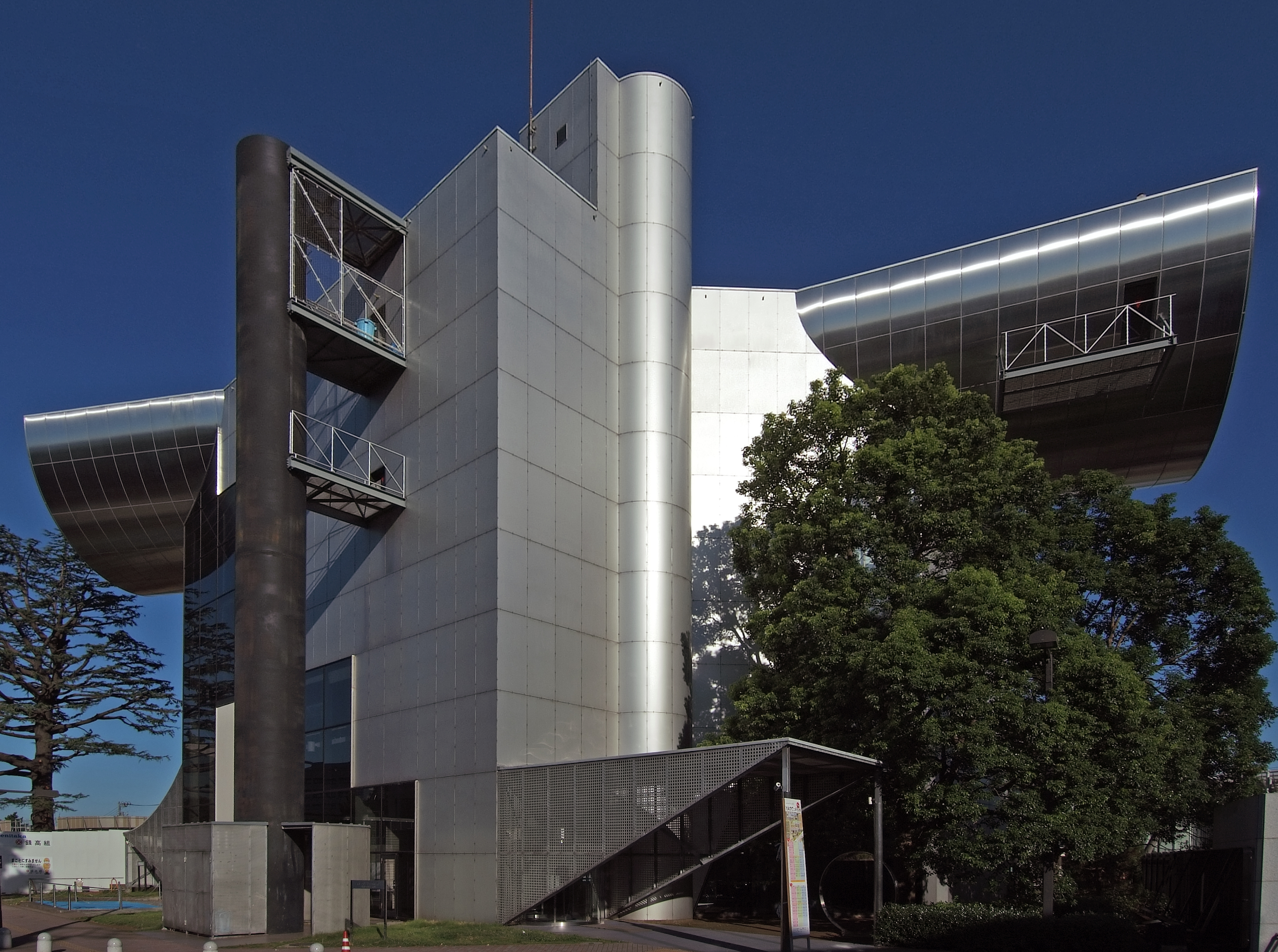
Sala del Centenari de l'Institut Tecnològic de Tòquio (Tokyo Kōgyō Daigaku Hyakunen Kinenkan).

Tal com va dir el crític d'arquitectura Thomas Daniell, Shinohara va ser "Una figura clau que va rebutjar explícitament les influències occidentals, però apareix en gairebé totes les branques de l'arbre genealògic de l'arquitectura japonesa contemporània. Els seus efectes en la disciplina com a teòric, projectista i professor han estat immensos".
Shinohara va graduar-se primerament com a matemàtic, arribant a ser-ne professor, fins que va decidir començar a estudiar arquitectura. Es va graduar el 1953 a l'Institut Tecnològic de Tòquio (Tōkyō Kōgyō Daigaku, abreujat Tokodai, Tokyo Institute of Technology-TIT, o TokyoTECH), i va passar a ser-ne professor el 1970. Va començar a projectar el 1954, i va dissenyar més de 30 edificis residencials, així com diversos edificis públics al Japó.
El 1985 va visitar Barcelona i Palma de Mallorca convidat per l'arquitecte català Enric Massip-Bosch, on va donar tres conferències: a l'Escola d'Arquitectura de Barcelona, a la seu del Col·legi d'Arquitectes de Catalunya a Barcelona, i a la seu de Palma de Mallorca, que llavors era una delegació del CoACB. A la biblioteca de l'ETSAB hi ha el recull d'escrits de Shinohara traduïts al seminari d'Història de l'Arquitectura dirigit per Massip-Bosch que es va fer al curs 1984-85.
Va ser guardonat amb el gran premi de l'Institut d'Arquitectura del Japó (AIJ) el 2005. L'any 2010 la Biennal di Venezia va atorgar un Lleó d'Or commemoratiu especial en memòria de Kazuo Shinohara.

## Llistat d'obres seleccionades

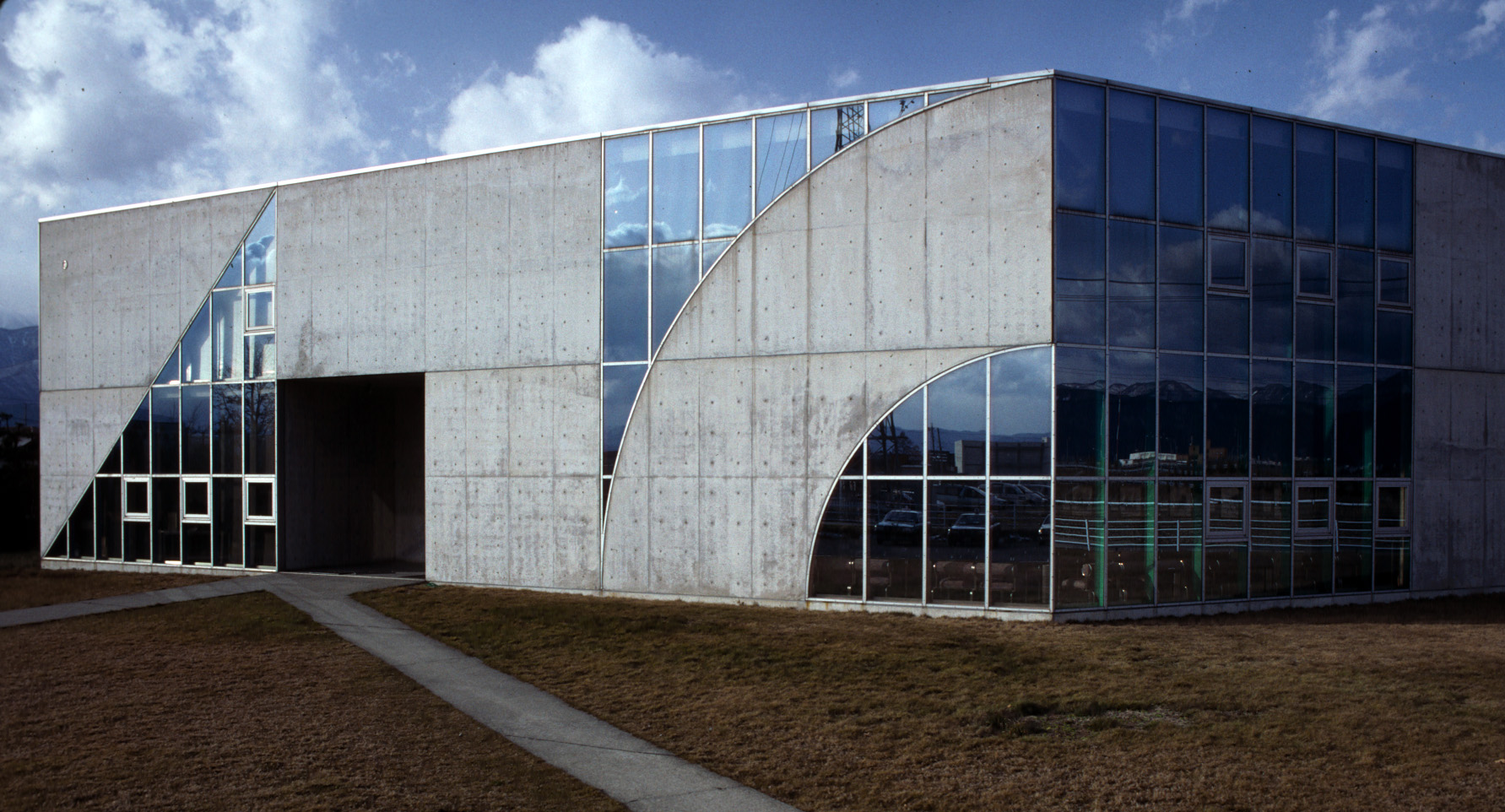
Museu Ukiyo-e del Japó a Matsumoto (1982)

- Casa Kugayama (1954)
- Casa paraigües (1961; traslladada al Campus Vitra, Weil am Rhein, el 2022)
- Casa amb un terra de terra (1963)
- Casa nord a Hanayama (1965)
- Casa en blanc (1966)
- Casa de la Terra (1966)
- Casa inacabada (1970)
- Casa Prisma (1974)
- Casa Tanikawa (1974)
- Casa Uehara (1976)
- Casa sota línies d'alta tensió (1981)
- Casa a Yokohama (1985)
- Museu Ukiyo-e del Japó a Matsumoto (1982)
- Edifici commemoratiu del Centenari de l'Institut Tecnològic de Tòquio (TIT); Tòquio (1987)
- Comissaria de policia de Kumamoto (1990)
- Edifici K2; Osaka (1990)

## Exposicions
- 2010: festival Les Rencontres d'Arles, França.